# Semiothisa clasma
Semiothisa clasma är en fjärilsart som beskrevs av Louis Beethoven Prout. Semiothisa clasma ingår i släktet Semiothisa och familjen mätare. Inga underarter finns listade i Catalogue of Life.